# 일락
일락(본명: 윤대근, 1978년 6월 22일 ~)은 대한민국의 가수이다. 작사, 작곡, 편곡 및 프로듀싱이 모두 가능한 싱어송라이터로 주로 라디오 활동을 많이 하며 MBC 심심타파와 별밤 고정게스트 10년을 하면서 '라디오 계의 유재석, 라디오계의 수도꼭지, 라디오계의 아이돌, 라디오 많이 하시는 분, 라디오계의 대통령과 같은 별명을 가졌다. 2004년 2월 ~ 4월 MTV 가수데뷔 프로젝트 방송 '일락 world'로 데뷔했다. 또한 보이스원, 모임 프로젝트의 멤버로도 활동했었다. 슈퍼모델 출신의 연기자 윤지민이 사촌누나라고 한다.

## 앨범 목록
- 일락
- 구애심
- 달콤, 살벌한 연인 ost 참여
- sorrow
- 달려라 고등어 (sbs 드라마툰) ost 참여
- 그래도 사랑합니다
- footloose
- 하나둘씩
- I want you
- 3집 part 1
- 편한 사람이 생겼어
- 편지
- 눈물이 왈칵
- 구미호 여우누이뎐 (kbs 월화 드라마) - part 6
- 웃어요, 엄마 (sbs 주말드라마) - part 4
- 장난친거니
- 이 말로는 할수 없어
- 사랑...이별...
- 사랑이 뭐길래
- holiday
- 사랑해 사랑해 사랑해
- someday to love
- 하늘 좋은날
- 이정도 눈물쯤
- <불후의 명곡 - 전설을 노래하다> - 임재범편 참여
- we are friends
- 로켓단톨라보 vol.5
- 누구세요?
- 개미의 꿈
- 어차피 너네 오래 못가
- 여보나야
- 그냥 너
- 이래저래

## 음반
- Love actually
- travel#1
- travel#2
- remembrance
- 안녕 내 사랑아
- 가슴이 터질 때까지
- 같은밥을 먹턴 여자 같은차를 타던 남자
- 한번만 봐주라
- 냉커피